# Parznice
Parznice – wieś w Polsce położona w województwie mazowieckim, w powiecie radomskim, w gminie Kowala. Ma status sołectwa.
We wsi krzyżują się dwie drogi wojewódzkie: nr 744 i nr 733.
Wierni Kościoła rzymskokatolickiego należą do parafii św. Wojciecha w Kowali.

## Historia
Jan Długosz wspomina o wielu właścicielach wsi, z których tylko niektórzy posiadali własnych kmieci i zagrodników. W 1508 roku właścicielem największej części wsi był Mikołaj Krogulecki ale zapewne już wtedy we wsi mieszkało więcej szlachciców ponieważ spis podatkowy z roku 1569 wyróżnia już 9 właścicieli wsi. Część rycerzy mająca ziemie w Parznicach przyjęła nazwisko Parzniccy. Parznice są jedyną wsią w okolicy, która była typowym zaściankiem szlacheckim. Szlachcice z Parznic nie różnili się często statusem materialnym od chłopów z Parznic. Mieli tu swoje dwory a dwór ubogiej szlachty różnił się od chaty chłopskiej tym, że miał ganek. Ubogi szlachcic często sam uprawiał swoją ziemię ale czuł się szlachetnie urodzonym, miał prawo nosić szable u boku i głosować na sejmikach a nawet na elekcjach królewskich. Teoretycznie mógł być nawet wybrany na króla. Spis podatkowy z 1569 roku informuje o następujących właścicielach wsi: Jan Modrzewski, Joachim Piotrowski, Stanisław Kieszkowski, Dorota Słupikowa, Mikołaj Smagowski, Jan Bodz razem z niejaką Frynkową, Jawdiga Parznicka, Sebastian Krogulecki i Kochanowska. Każdy z właścicieli posiadał tylko pół łana oprócz Sebastiana Korguleckiego który posiadał jeden łan ziemi. Prywatna wieś szlachecka, położona była w drugiej połowie XVI wieku w powiecie radomskim województwa sandomierskiego. Trudno prześledzić koleje zmian własności ziemskiej w Parznicach przy takiej ilości osiadłej szlachty. Spis podatkowy z roku 1789 informuje, że wieś nadal była podzielona między różnych szlachciców. Spis ten wymienia następujących właścicieli ziemi w Parznicach: Dominik Brodowski, Ignacy i Wojciech Trepkowie, Marcin Zawisza (sukcesor Paprockiego), Wojciech Szemrawski, Ludwik Szemrawski, Sebastian Łekawski, Józef Szaniawski, Ignacy Trębka (dziedzicący część wsi zwaną Tuszewszczyzna), Józef Tuszewski, Ksawewry Szaniawski oraz część należącą do Żbrożków uprawianą przez Kamińskich. Wielu z tych szlachciców miała tak małe poletka, że nawet nie płaciła podatków. W Parznicach stało więc wiele dworów szlacheckich ale że były to dwory drewniane i niezbyt okazałe to nie dotrwały do obecnych czasów. W XIX wieku głównymi właścicielami wsi pozostały rody Szaniawskich, Szemrawskich, Radzymińskich i Słupińskich. Na cmentarzu w Kowali jeszcze na początku XX w. można było znaleźć pomnik jednego z wymienionych wyżej właścicieli części wsi, Ludwika Szemrawskiego zmarłego 5 września 1824 roku w wieku 97 lat. 
Od nazwiska rodzin dziedziczących wieś dzieliła się ona na cztery części: Parznice Słupińskich licząca w 1888 roku 14 domów i 193 mieszkańców. W tej części wsi było 345 mórg ziemi dworskiej i 109 mórg ziemi chłopskiej. W Parznicach Radzymińskich było w 1888 roku 15 domów i 108 mieszkańców. Grunty dworskie zajmowały 510 mórg. W Parznicach Szemrawskich było w tym czasie 4 domy i 22 mieszkańców. Ziemia dworska zajmowała 142 morgi ziemi a obszar chłopski tylko 6 mórg. W Parznicach Szaniawskich był w 1888 roku folwark a mieszkało w nim 10 mieszkańców. Od 1864 roku Parznice należały do gminy Gębarzów. W końcu XIX wieku ziemie dworskie w Parznicach musiały zostać rozparcelowane ponieważ w początku XX stulecia nie spotykamy już folwarków w Parznicach. W 1921 roku wieś liczyła 99 domów mieszkalnych.
W latach 1954–1972 wieś była siedzibą władz gromady Parznice.
W latach 1975–1998 miejscowość administracyjnie należała do województwa radomskiego.
W Parznicach urodził się Marian Kiedrzyński (1895–1975), major artylerii Wojska Polskiego, kawaler Orderu Virtuti Militari.